# Думитру Брагиш
Думитру Петрович Брагиш (на румънски: Dumitru Braghiș) е молдовски политик и държавник, дипломат .

## Биография
Думитру Брагиш е роден на 28 декември 1957 година в село Гратиещ, тогава в Съветския съюз, в селско семейство. Завършва Политехническия институт със специалност енергетика през 1980 г. Работил е в Кишиневския тракторен завод като инженер-конструктор. През 1981 – 1992 г. член на комсомолската организация, през 1989 – 1992 г. – народен депутат, през 1992 – 1995 г. – Заместник-директор на „Молдова Ексим“, през 1995 – 1997 г. – Началник отдел „Международни икономически отношения“ на Министерство на икономиката.
От 1997 г. Брагиш е заместник-министър на икономиката и реформите. Назначен за министър-председател на 21 декември 1999 г. На последвалите парламентарни избори Алиансът Брагис печели 13,42% от гласовете и печели 19 места в парламента. Брагис се кандидатира за президент, но получава само 16,85% от гласовете (15 депутати), губейки от Владимир Воронин . На 19 април 2001 г. Василий Тарлев става министър-председател на Молдова вместо Брагиш .
От 2001 г. до 2009 г. Брагиш е народен представител.
Той се кандидатира за поста генерален кмет на община Кишинев на изборите през 2005 г., проведени на 10 юли 2005 г., като независим кандидат, печелейки 32 126 гласа и 20,65% на първия тур, завършвайки втори на първия тур, но изборите са обявени за невалидни поради ниска избирателна активност и втори тур не се провежда. След неуспешните избори Дмитрий Брагиш не участва в повторните избори.
На 14 юни 2006 г. оглавява Партията на социалдемокрацията на Молдова.
Той се кандидатира за поста генерален кмет на община Кишинев на изборите през 2007 г. от Партията на социалдемокрацията на Молдова, като спечели 17 056 гласа и 7,95% на първия тур и не можа да влезе във втория тур, така че не стана кмет.
Впоследствие партията се слива със Социалдемократическата партия на Молдова, партията става известна като Социалдемократическа партия, а Димитрий Брагис става лидер на партията.
Посланик на Република Молдова в Руската федерация и посланик на Република Молдова в Таджикистан едновременно от 28 октомври 2015 г. На 1 март 2017 г. правителството на Молдова реши да отзове посланик Дмитрий Брагиш
Посланик на Република Молдова в Руската федерация и посланик на Република Молдова в Таджикистан едновременно (28 октомври 2015 г. – 1 март 2017 г.). Министър-председател на Молдова (1999 – 2001 г.).